# Caballero del Cisne

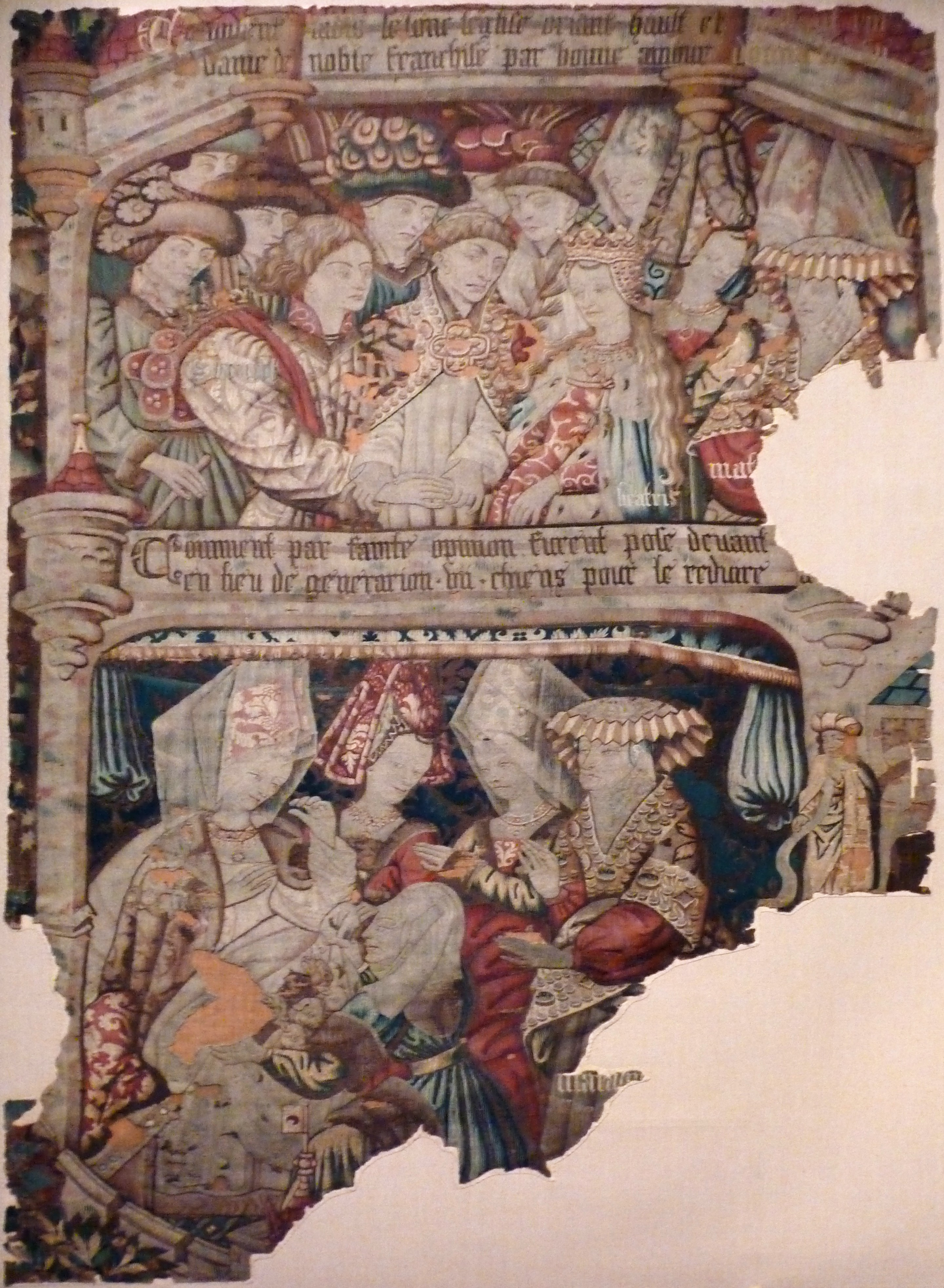
Un tapiz del año 1482 muestra episodios de la historia del Caballero del Cisne: en la parte inferior, los cachorros son sustituidos por bebés.

Engrosando el bagaje de la poesía medieval, el imaginario del Caballero del Cisne, o del Caballero Cisne, es una serie de poemas épicos que narran la historia de un misterioso rescatador que llega en un barco arrastrado por un cisne para defender a la doncella, poniendo como única condición que nunca le pregunte su nombre.
Una de las versiones más antiguas está contenida en la Dolopathos (que es a su vez la versión en latín que hizo el monje cisterciense Juan de Alta Silva de Los siete sabios, una antigua historia en sánscrito derivada de las tradiciones persa y hebrea). No proporciona una identidad específica de este caballero, pero el ciclo cruzado en francés antiguo de chansons de geste lo convirtieron en el Caballero del Cisne (Le Chevalier au Cigne, primera versión alrededor del 1192) el legendario antepasado de Godofredo de Bouillon. El Chevalier au Cigne, también conocido como Helias, figura como el hijo de Orient de L'Islefort (o Illefort) y su esposa Beatriz en lo que quizá sea la versión más familiar, que es la adoptada en la obra de finales del siglo XIV en inglés medio Cheuelere Assigne. El nombre de la madre del héroe puede variar desde Elioxe (quizá un mero eco de Helias) a Beatriz dependiendo del texto, y en la versión española, se la llama Isomberte.
En un momento posterior, el poeta alemán Wolfram von Eschenbach incorporó al caballero cisne Loherangrin en su obra épica arturiana Parzival (primer cuarto del siglo XIII). Un texto en alemán, escrito por Konrad von Würzburg en 1257, también presentaba un Caballero Cisne sin un nombre. Son estos Caballeros Cisne de Wolfram y Konrad los que usó Richard Wagner para el libreto de su ópera Lohengrin (Weimar 1850).
Otro ejemplo del motivo es Brangemuer, el caballero que queda muerto en un bote arrastrado por un cisne, y cuya aventura fue asumida por el hermano de Gawain, Guerrehet (Gareth o Gaheris) en la primera Continuación al Perceval o el cuento del Grial, de Chrétien de Troyes.
En español este relato es parte de la novela la Gran conquista de Ultramar, en los capítulos 47-169 de la «Teogonía».

## Resumen de la historia
Un joven es encantado por una hechicera, convirtiéndolo en un cisne. La hermana del joven encantado es acusada de haber matado a su hermano para quedarse con toda la herencia de su padre. En el momento en que va a recibir su condena (de muerte), se pregunta por alguien que defienda su honor. Aparece un caballero en una barca que era tirada por un cisne. El caballero defiende el honor de la joven y con ello se gana su mano. Lo único que el caballero le pide es que nunca le pregunte por su procedencia y nombre. La joven cae en la tentación por culpa de la hechicera y le pregunta al caballero su procedencia y nombre. El caballero revela que es protector del santo grial, libera al cisne de su encanto y se marcha del pueblo, pues al revelar su identidad una ley divina lo obliga a regresar a cuidar el Santo Grial. 